# البحث عن الزواحف والبرمائيات

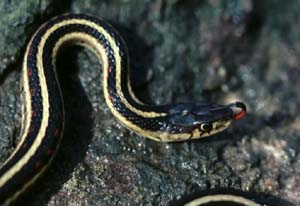
ثعبان الرباط

استخدم هذه التعريف من قبل المحترفين والهواة المهتمين بعلم الزواحف والبرمائيات، واستخدمت الكلمة herp التي تعود للجذر herpet من اللغة اليونانية والذي يعني «الزاحف». هذا المصطلح هو اختصار يستخدم للإشارة غلى تصنيفين من الحيوانات رباعية الأطراف خارجية الحرارة (أي برمائيات وزواحف).
تتضمن هواية البحث عن الزواحف والبرمائيات العديد من الأنشطة، يمكن للهاوي العثور على الزواحف أو البرمائيات بطرق مختلفة. تعتمد التقنية المستخدمة أو النشاط على أنواع التضاريس والأنواع المستهدفة. ويتضمن ذلك البحث تحت أجسام طبيعية كالصخور وجذوع الأشجار، أو أشياء اصطناعية كالقمامة ومخلفات البناء، ويسمى ذلك بالتقليب أو تقليب الصخور. تحديد مواقع البرمائيات بالإصغاء إلى أصواتها، أو الخوض في الطين للبحث عن السلاحف أو الكائنات المغمورة في الطين أو استخدام سلك أو خيط للصيد للامساك بالسحالي أو التجول بفانوس أو تمشيط الطرقات سيراً على الأقدام أو القيادة ببطء بحثاً عن الزواحف على طول الطريق.
يمكن ممارسة هذه الهواية في أي وقت، وفي أي مكان، سواء على الطرق أو في المناطق المهجورة. لكن غالباً ما يتم البحث في أوقات الفجر والغسق أو أثناء العواصف المطيرة. عند البحث في الطرقات أثناء العواصف المطيرة، سيكون هناك احتمال كبير للعثور على علجوم أو ضفدع مما يكون من المستحيل العثور عليها في الظروف العادية.

## الأمان

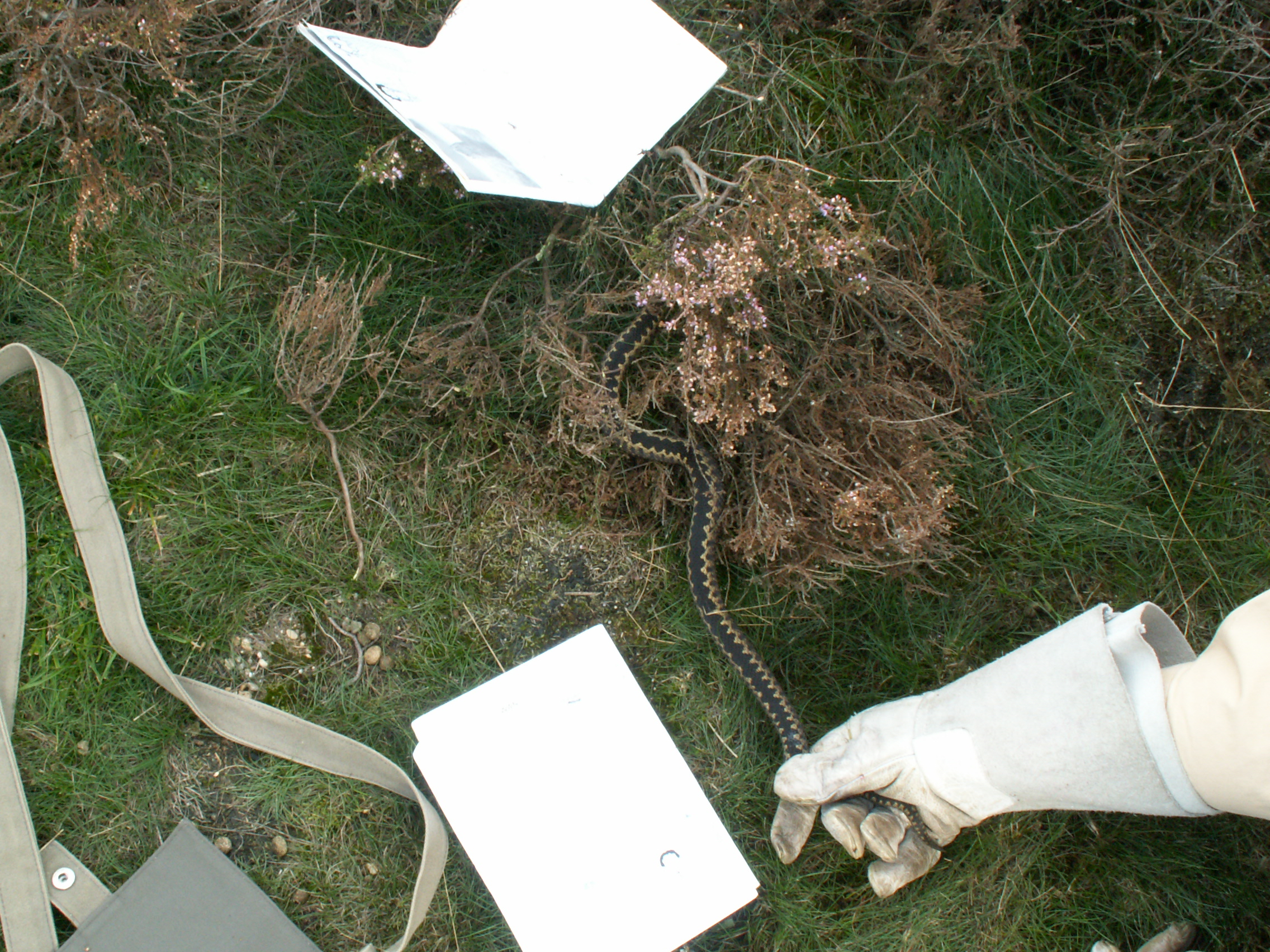
باحث في الحقول يستخدم قفازات ثقيلة للإمساك بالأفعى الشائعة

تنطوي هذه الأنشطة على مخاطر محتملة إن لم تمارس بحذر. فقد تهدد لدغة من ثعبان حياة الباحث. أما عملية التقليب فتنطوي على مخاطر لمس عقرب أو عنكبوت مباشرة، لذا على الباحثين توخي الحذر واستخدام معدات السلامة التي تخفف من الأخطار المحتملة كاستخدام السنانير والملقط وارتداء الأحذية والقفازات الملائمة.

## مطالعة إضافية
- روجر كونانت 1944. دراسة الزواحف. Merit Badge Series No. 3813. Boy Scouts of America. Brunswick, New Jersey. 62 صفحة.

## روابط خارجية
- مركز أمريكا الشمالية للزواحف
- مصادر وروابط عن الزواحف
- قاعدة بيانات عن مبيدات الزواحف والبرمائيات
- علم الزواحف في نيوزيلندا
- موقع مغامرات البحث عن الزواحف والبرمائيات في الحقول